# Atarbolana setosa
Atarbolana setosa là một loài chân đều trong họ Cirolanidae. Loài này được Javed & Yasmeen miêu tả khoa học năm 1989.